# Washington Ortuño
Washington Ortuño (* 13. Mai 1928; † 1974 oder 15. September 1973 in Rio de Janeiro, Brasilien) war ein uruguayischer Fußballspieler.

## Verein
Der Mittelfeldspieler, der der Jugendmannschaft Peñarols entstammte, stand je nach Quellenlage ab 1946 bis 1951 oder ab 1949 bis 1952 im Kader des uruguayischen Erstligisten Peñarol. Gesichert ist, dass er am 24. Juli 1949 erstmals in einem Clásico debütierte. 1949 und 1951 gewann er mit seinen Mitspielern jeweils die uruguayische Meisterschaft. Nachdem er sich infolge eines Fouls des Rampla-Juniors-Mittelstürmers Rubén Loza am 8. Dezember 1951 einen Beinbruch zuzog, musste er seine Karriere beenden. Ein Comeback-Versuch im Jahre 1954 scheiterte.

## Nationalmannschaft
Ortuño war Mitglied der uruguayischen Fußballnationalmannschaft, nahm mit ihr an der Fußball-Weltmeisterschaft 1950 teil und wurde Weltmeister. Eingesetzt wurde er im Verlaufe des Turniers jedoch nicht. Ihm war die Ersatzspielerrolle für Víctor Rodríguez Andrade zugedacht, der ihn 1952 nach seinem plötzlichen Karriereende wiederum bei seinem Verein Peñarol ersetzte.

## Erfolge
- Weltmeister (1950)
- 2× Uruguayischer Meister (1949, 1951)